# Malév-Flug 731
Der Malév-Flug 731 (Flugnummer: MA731) war ein Linienflug der ungarischen Fluggesellschaft Malév von Oslo über Kopenhagen und Berlin (Ost) nach Budapest. Am 28. August 1971 stürzte die Maschine, eine Iljuschin Il-18, im Landeanflug auf Kopenhagen nahe der Insel Saltholm ins Meer. Flugzeugführer war Ungarns höchstdekorierter Jagdflieger Dezső Szentgyörgyi, der im Anflug die Kontrolle über das Flugzeug verlor, eventuell aufgrund von Fallböen.

## Flugzeug
Die Iljuschin Il-18 mit der Hersteller-Seriennummer 181002903 und dem Luftfahrzeugkennzeichen HA-MOC startete 1961 zu ihrem ersten Flug. Die Maschine war zum Zeitpunkt des Unfalls zehn Jahre alt und hatte insgesamt 13.150 Flugstunden absolviert.

## Flugverlauf
Die IL-18 startete um 17:15 in Oslo in Richtung der 1. Zwischenlandung in Kopenhagen, wo sie um 18:53 Uhr erwartet wurde. Der Steigflug auf Flugfläche 210 erfolgte laut Flugverkehrskontrolle ohne besondere Vorkommnisse. Um 18:43 Uhr nahmen die Piloten Kontakt mit der Flugverkehrskontrolle in Kopenhagen auf, um weitere Informationen für den Landeanflug zu erhalten. Die Maschine erreichte um 18:48 Uhr 5000 Fuß und befand sich mithilfe des Instrumentenlandesystems im Anflug auf Landebahn 22L. Gegen 18:51 Uhr erfasste das Radar die Maschine in etwa 9 Seemeilen nordöstlicher Richtung. Die Besatzung nahm um 18:51:59 Uhr Kontakt mit dem Flughafen in Kopenhagen auf und wurde um 18:52:18 Uhr angewiesen, den Landeanflug fortzusetzen. Jedoch erzeugte der Starkregen nach kurzer Zeit ein starkes Durcheinander auf dem Radarschirm, sodass ab diesem Zeitpunkt der Kontakt zum Flugzeug abbrach. Weder per Radar noch per Funk konnte Kontakt zur Besatzung aufgebaut werden. Kurze Zeit später begann das Flugzeug einen steilen Sinkflug und zerbrach im Meer.
Das Wrack wurde um 19:20 Uhr 10,6 Kilometer vom Ende der Landebahn entfernt im Meer entdeckt. Drei Passagiere konnten aus dem Wrack gerettet werden, jedoch verstarb einer davon drei Tage später.

### Opfer und Überlebende
Laut Quellenlage befanden sich unter den Fluggästen einige Skandinavier, ansonsten deutsche (vorwiegend aus der DDR) und ungarische Staatsbürger. Unter den Todesopfern werden drei Bürger der DDR gemeldet:
- Dr. Asmus Eggert (45), Direktor für Beschaffung und Absatz des Kombinat VEB Chemische Werke Buna
- Johannes Rothe (33), Mitarbeiter im technischen Auslandsdienst der VVB Lacke und Farben[3]
- Rolf Scherff, Außenmonteur der Werkzeugmaschinenfabrik Union Gera[4]

Unter den Überlebenden befand sich Jürgen Herrmann (31) vom VEB „8. Mai“ in Karl-Marx-Stadt. Die beiden anderen zunächst Überlebenden waren die 31-jährige Greta Meisner aus Norwegen und ihre Schwiegermutter, die 61-jährige Martha Schneider. Bei letzterer widersprechen sich die Quellen bezüglich der Herkunft aus der DDR oder der Bundesrepublik. Während Herrmann das Krankenhaus nach kurzer Zeit wieder verlassen konnte, ist offenbar eine der beiden Frauen noch an den Unfallfolgen verstorben.

## Untersuchung
Die Untersuchungen dauerten drei Jahre und wurden am 27. Mai 1974 abgeschlossen. Sie wurden dadurch erschwert, dass die Maschine weder Flugdatenschreiber noch Stimmenrekorder an Bord hatte, obwohl dies von der Internationalen Zivilluftfahrtorganisation (ICAO) vorgeschrieben worden war und dies auch für Ungarn seit seinem Beitritt zu den Vereinten Nationen im Jahre 1969 verbindlich galt. Da sich das Flugzeug in gutem Zustand befand, genügend Treibstoff an Bord hatte und die Besatzung sehr erfahren war, schien zunächst nichts auf die Unfallursache hinzudeuten.
Im Jahr 1982 konnte durch das National Center for Atmospheric Research bewiesen werden, dass Microbursts (schwere Fallböen) für etliche andere Flugzeugabstürze verantwortlich waren.

## Weitere Quellen
- Neues Deutschland vom 1. September 1971 und Folgetagen, abgerufen über ZEFYS (Bericht am 1. September mit Nennung der DDR-Opfer und später Traueranzeigen)
- New York Times vom 29. August 1971, Bericht abgerufen am 10. September 2021
- www.iho.hu, Bericht abgerufen am 10. September 2021 (ausführlicher Bericht mit Nennung der Überlebenden)